# (29552) Chern
(29552) Chern (1998 CS2) – planetoida z grupy pasa głównego asteroid okrążająca Słońce w ciągu 4,88 lat w średniej odległości 2,88 j.a. Odkryta 15 lutego 1998 roku.